# 엘비스 프레슬리 생가

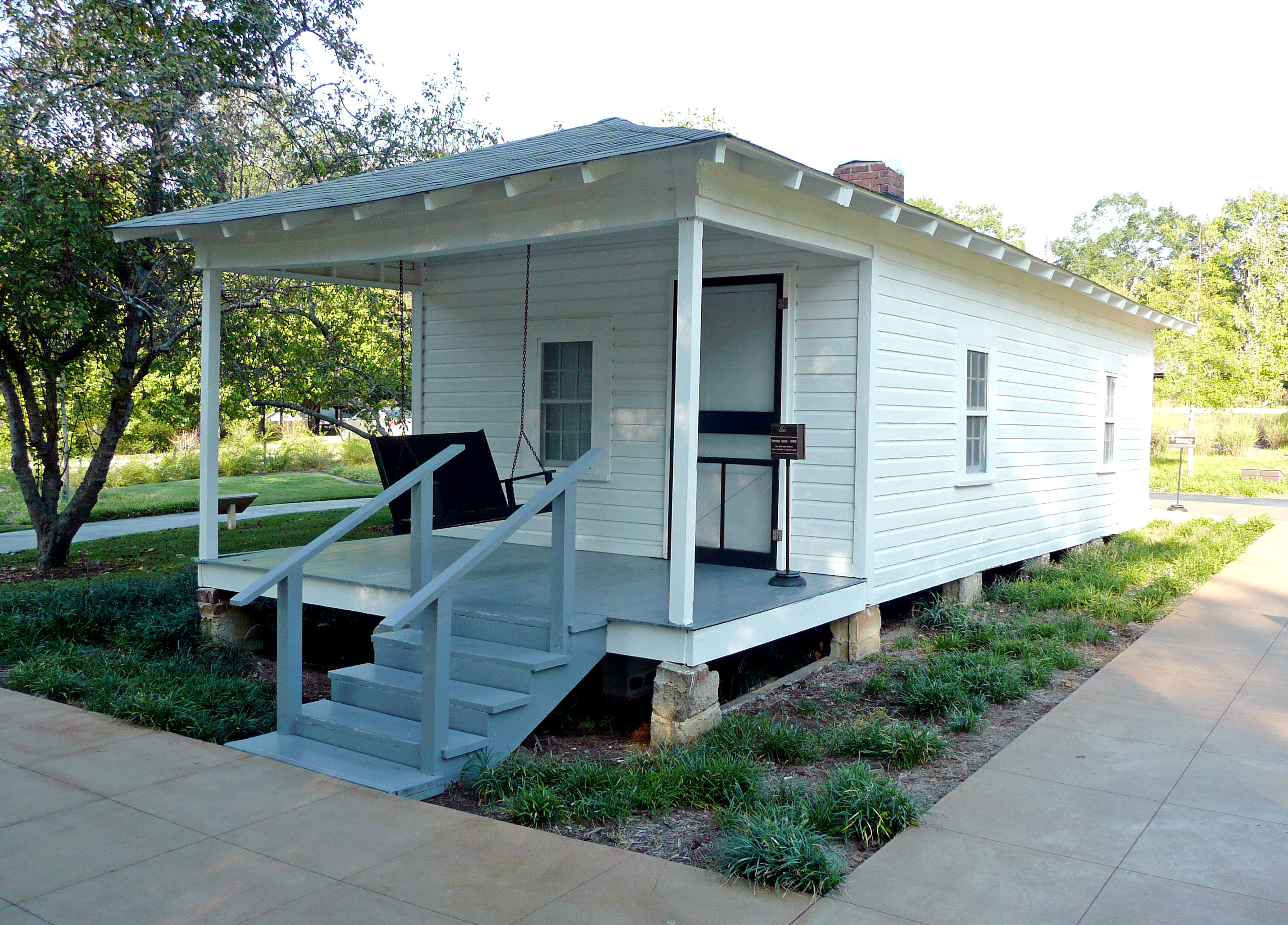

미시시피주 투펄로에서는 엘비스 프레슬리 생가 및 그 일대가 미국계 음악가 엘비스 프레슬리의 탄생지를 보존하려는 목적 아래 역사박물관으로 활용되고 있다. 미시시피 블루스 트레일에 등록돼 있으며 미시시피 주에 의해 랜드마크로 지정돼 있다. 박물관인 엘비스 프레슬리 생가 뿐 아니라, 예배당 및 하나님의 성회 교회 건물이 박물관 지구에 포함된다.
버논과 글래디스는 적빈한 살림을 꾸려가면서 집세를 미불할 때까지 샷건 하우스에서 주거했다. 둘은 투펄로에서 다양한 직업을 전전하고 미시시피 주에 체류하는 13년간 수차례 이사를 했다. 1936년 4월 5일 시내로부터 8마일 떨어진 곳을 F5급 토네이도가 강타했다. 1살 엘비스와 어머니 글래디스는 돌풍이 집을 분쇄하지 않아 무사했다. 아버지 버논은 직업을 물색하느라 시외에 있었기 때문에 화를 면했다.